# Động đất Biển Hyūga 2022
Động đất Biển Hyūga Nada 2022 (日向灘地震 Hyūga-nada jishin) là trận động đất xảy ra vào lúc 1:08 (JST), ngày 22 tháng 1 năm 2022. Trận động đất có cường độ 6,6 MJMA, tâm chấn độ sâu khoảng 45 km. Không có cảnh báo sóng thần cho trận động đất này. Hậu quả trận động đất đã làm 13 người bị thương.

## Cường độ địa chấn
| Cường độ | Tỉnh     | Thành phố                  |
| -------- | -------- | -------------------------- |
| 5+       | Ōita     | Ōita, Saiki                |
| 5+       | Miyazaki | Nobeoka, Taketa, Takachiho |
| 5-       | Ōita     | Yufu                       |
| 5-       | Miyazaki | Shiiba                     |
| 5-       | Kōchi    | Sukumo                     |